# Chester (distretto)
La City of Chester è stato un distretto con status di city del Cheshire, Inghilterra, Regno Unito, con sede nella città omonima.
Il distretto fu creato con il Local Government Act 1972, il 1º aprile 1974 dalla fusione della City of Chester con il distretto rurale di Chester e il distretto rurale di Tarvin. Dal 2009 il suo territorio è confluito nella nuova autorità unitaria di Cheshire West and Chester.

## Parrocchie civili
Le parrocchie, che non coprono l'area del capoluogo, sono:
- Agden
- Aldersey
- Aldford
- Ashton Hayes
- Bache
- Backford
- Barrow
- Barton
- Beeston
- Bickley
- Bradley
- Bridge Trafford
- Broxton
- Bruen Stapleford
- Buerton
- Burton
- Burwardsley
- Caldecott
- Capenhurst
- Carden
- Caughall
- Chester Castle
- Chidlow
- Chorlton
- Chorlton-by-Backford
- Chowley
- Christleton
- Church Shocklach
- Churton by Aldford
- Churton by Farndon
- Churton Heath
- Claverton
- Clotton Hoofield
- Clutton
- Coddington
- Cotton Abbotts
- Cotton Edmunds
- Crewe by Farndon
- Croughton
- Cuddington
- Dodleston
- Duckington
- Duddon
- Dunham-on-the-Hill
- Eaton
- Eccleston
- Edge
- Edgerley
- Elton
- Farndon
- Foulk Stapleford
- Golborne Bellow
- Golborne David
- Grafton
- Great Boughton
- Guilden Sutton
- Hampton
- Handley
- Hapsford
- Harthill
- Hatton
- Hockenhull
- Hoole Village
- Horton-by-Malpas
- Horton-cum-Peel
- Huntington
- Huxley
- Iddinshall
- Kelsall
- Kings Marsh
- Larkton
- Lea Newbold
- Lea-by-Backford
- Ledsham
- Little Stanney
- Littleton
- Lower Kinnerton
- Macefen
- Malpas (città)
- Marlston-cum-Lache
- Mickle Trafford
- Mollington
- Moston
- Mouldsworth
- Newton by Malpas
- Newton-by-Tattenhall
- Oldcastle
- Overton
- Picton
- Poulton
- Prior's Heys
- Puddington
- Pulford
- Rowton
- Saighton
- Saughall
- Shocklach Oviatt
- Shotwick
- Shotwick Park
- Stockton
- Stoke
- Stretton
- Tarvin
- Tattenhall
- Thornton-le-Moors
- Threapwood
- Tilston
- Tilstone Fearnall
- Tiverton
- Tushingham cum Grindley
- Upton-by-Chester
- Waverton
- Wervin
- Wigland
- Willington
- Wimbolds Trafford
- Woodbank
- Wychough